# Battaglia di Grand Gulf
La battaglia del Grand Gulf fu combattuta il 29 aprile del 1863, durante la campagna di Vicksburg nell'ambito del Teatro Occidentale della guerra di secessione americana. Il maggior generale Ulysses S. Grant, in collaborazione con le forze dell'Union Navy sotto la direzione del contrammiraglio David Dixon Porter, condusse sette corazzate in un attacco alle fortificazioni confederate e alle batterie dell'artiglieria nel "Grand Gulf", a valle di Vicksburg (Mississippi).
Sebbene i sudisti resistettero al bombardamento dell'Unione e impedirono alla fanteria di sbarcare a riva contro la loro postazione, la sconfitta fu solo una piccola battuta d'arresto per il piano generale di Grant indirizzato ad attraversare il fiume Mississippi e avanzare alla volta dell'assedio di Vicksburg.